# 高世麻央
高世 麻央（たかせ まお、5月25日 - ）は、OSK日本歌劇団の元男役トップスター。神奈川県出身。B型。

## 略歴
1994年、日本歌劇学校入学。69期生。
1996年、OSK日本歌劇団に入団。「セロ弾きのゴーシュ」で初舞台。
2007年以降、序列第2位となり中心的スターとして活躍。スマートで品がある舞台姿は「貴公子」と渾名されていた
。
2014年8月、新橋演舞場『レビュー夏のおどり』をもって桜花昇ぼるが退団したことに伴い、トップスターに就任。大阪・京都・東京・武生でお披露目公演を行う。
以降も京都四條南座・新橋演舞場、日本・キューバ友好記念公演にも出演するなど、精力的に活動を続けてきた
。
2017年の『レビュー春のおどり』においては、劇団創立95周年公演の主演という大役を勤め上げた。
その充実感の中、翌年の2018年1月『レビュー春のおどり』制作発表会見にて退団を発表。
2018年5月、本拠地・大阪松竹座でのサヨナラ公演『レビュー春のおどり』を行った後、7月の新橋演舞場『レビュー夏のおどり』千秋楽をもって退団。
退団後は女優として活動中。

## 主な舞台

### 近鉄OSK時代
- 1996年5月 - あやめ池新人公演『青春革命』シンゴ役
- 1998年8月 - 近鉄小劇場『帰らざる夏』エリック役
- 2000年2月 - 近鉄劇場『エル・アモール・グランデ』ルイス役
- 2000年3〜5月 - あやめ池春季『アラビアン・ナイト・ ロマン』アブドール役
- 2000年7月 - 近鉄小劇場『Blind』クロー役
- 2001年2〜3月 - 近鉄劇場『闇の貴公子』綱役
- 2001年3〜5月 - あやめ池春季『長ぐつをはいたネコ』ブチネコ役
- 2002年8月 - 近鉄小劇場『恋はシャッフル』ピーター役
- 2003年2月 - 近鉄劇場『新・闇の貴公子』賀茂憲行役
- 2003年5月 - 近鉄劇場『Endless Dream』

### 新OSK時代
- 2004年8月 - 近鉄劇場『熱烈歌劇　re-BIRTH』アルマン役
- 2005年5月 - 世界館『Stardust・Revue』
- 2005年12月 - 世界館『Winter Prelude』マック役
- 2006年8月 - アピオ大阪『華麗なるメヌエット』クラルベ役
- 2006年10月 - 世界館『愛と悲しみの国境線』ヘルマン役
- 2007年1月 - シアターBRAVA!『バロン』トミー役
- 2007年6月 - 世界館『カウボーイズ』デイブ役
- 2007年11月 - 南座『NewOSKレビュー in KYOTO』「源氏千年夢絵巻　ロマンス」頭の中将役
- 2008年5月 - そごう劇場『2つの星の物語』ルシェ役
- 2008年7月 - 南座『レビュー in KYOTO II』「源氏千年夢絵巻　輪舞曲」匂宮役
- 2008年10月〜11月 - 『たけふ菊人形グランドレビュー』「越前に咲いた華」光源氏役
- 2009年3月 - 松竹座『レビュー春のおどり』「桜彦翔る！」ラバーナ役
- 2009年6月 - ABCホール『Blue amber』シャール役
- 2009年7月 - 南座『レビュー in KYOTO III』
- 2009年9月 - 世界館『STAR★MINE』コロンボン警部役
- 2009年10月 - 『MAO TAKASE Live in “umedaAKASO”』
- 2010年1月 - サンケイホールブリーゼ『YUKIMURA』霧隠才蔵役
- 2010年4月 - 松竹座『レビュー春のおどり』「桜彦翔る！　エピソードII」ラバーナ役
- 2010年5月 - OBP円形ホール『バンディット！』霧隠才蔵役
- 2010年9月 - ABCホール『総司恋歌』沖田総司役
- 2010年12月 - 大阪国際交流センター大ホール『女帝を愛した男』イワン役
- 2011年5月 - 『Burn The Passion』
- 2011年9月 - 三越劇場『桜NIPPON踊るOSK！』
- 2011年10月 - 大丸心斎橋劇場『心斎橋らぷそでぃ』服部良太郎役
- 2012年2月 - なんばHatch『BLIND』芳一役
- 2014年2・6月 - 『カルディアの鷹』アスラン役
- 2014年5月 - 松竹座『レビュー春のおどり』
- 2014年8月 - 新橋演舞場『レビュー夏のおどり』

### トップスター時代
- 2014年9月 - 『桜NIPPON踊るOSK2014』「炎舞」名古屋山三役
- 2014年12月 - ラグナヴェールOSAKA『CHRISTMAS PREMIUM SHOW』

- 2015年2・8・9月 - 『CRYSTAL Passion』「若さま隠密道中」若佐之介役
- 2015年3月 - セント・ラファエロ教会『OSK Revue Café』
- 2015年5月 - 松竹座『レビュー春のおどり』

- 2015年8月 - 新国立劇場『BROADWAY MUSICAL LIVE2015』*外部出演
- 2015年10月 - 近鉄アート館『OSKミュージックスタジオ』
- 2015年11月 - 南座『OSKレビュー in Kyoto』[8]
- 2016年2月 - 『TAKASE MAO Valentine Show』
- 2016年5月 - 松竹座『レビュー春のおどり』
- 2016年7月 - 新橋演舞場『レビュー夏のおどり』[9]
- 2016年10～11月 - レビュー2016『レジェンド　愛の神話』
- 2017年1～2月 - 『真・桃太郎伝説　鬼ノ城』イサセリ皇子役 [10]
- 2017年6月 - 松竹座『レビュー春のおどり』 「桜鏡～夢幻義経譚～」源義経役 [6]
- 2017年8～9月 - 新橋演舞場『レビュー夏のおどり』 「桜鏡～夢幻義経譚～」源義経役
- 2017年10月 - YES THEATER『四季の宴～風雅流麗～』
- 2018年2～3月 - 『三銃士 La Seconde』ダルタニャン役
- 2018年4月 - ビルボードライブ大阪『Takase Mao Final Live in Billboard Live OSAKA』
- 2018年5月 - 松竹座『レビュー春のおどり』[5]
- 2018年7月 - 新橋演舞場『レビュー夏のおどり』 *退団公演[7]

### OSK退団後
- 2019年2月 - 大阪松竹座『「天下一の軽口男」 笑いの神さん 米沢彦八』[11]
- 2019年5月 - ハイアットリージェンシー大阪『Mao Takase Birthday Party 2019』
- 2019年11月 - 大阪松竹座『ONE DAY DREAM SHOW「高世麻央 スペシャルステージ」My Departure Take on any color』[12]
- 2020年2月 - 近鉄アート館『KAGEKI 黒蜥蜴』黒蜥蜴役 ＊主演 [13]
- 2020年11月 - MZES TOKYO『湖上芽映トーク＆ライブ』（ゲスト出演）
- 2022年6月 - 内幸町ホール『楽屋 ～流れ去るものはやがてなつかしき～』
- 2022年9月 - 門真市民文化会館『幣原喜重郎生誕150周年記念「平和への願い」』
- 2022年11月 - 浅草公会堂『浅草レビュー Vol.1　お江戸の賑わい／エキサイティングレビューshow』（特別ゲスト）[14]
- 2023年2月 - 神戸三宮シアター・エートー『丘の一本杉』[15]
- 2023年4月 - 近鉄アート館『十二夜』ヴァイオラ(セザーリオ)(妹)役
- 2023年6月 - インディペンデントシアター2nd『我愛你 ～WAR I NEED～』Aチーム：B役、Bチーム：ナタリー役、Cチーム：フェイ役
- 2023年10月 - 浅草公会堂『浅草レビュー Vol.2　謳歌乱舞／エキサイティング・レビュー』（特別ゲスト）[16]
- 2023年11月 - OSK レビューカフェ in ブルックリンパーラー『高世麻央 OSK卒業5周年記念 スペシャルステージ「Thanks to all of you」』
- 2024年4月 - 大阪・in→dependent theatre 2nd『渋谷天外＆鈴木健之亮プロデュース公演「生命のぬくもり」』[17]
- 2024年5月 - 大阪松竹座『OSK日本歌劇団 OG公演「Eternal Glory」』[18]
- 2024年5月 - 埼玉県富士見市民文化会館 キラリ☆ふじみ『赤いハートと蒼い月』[19]
- 2024年6月 - 近鉄アート館「劇団往来第58回公演 音楽劇『赤いハートと蒼い月』」[20]
- 2024年11月 - 浅草公会堂『浅草レビュー Vol.3』（特別出演）[21]
- 2025年4月-5月 - 浅草九劇『歌舞伎×オペラ 浅草カルメン〜遊女歌留女』[22][23]
- 2025年5月  大阪松竹座『OSK日本歌劇団 OG公演「Forever Dream」』

## その他の活動

### シングル
- 「愛すればこそ／旅だち」（*2019年10月、徳間ジャパンコミュニケーションズ）[24]

### テレビドラマ
- チバテレビ『情報バラエティー番組「お昼の快傑TV」内、快傑連続ドラマ 馬ピカ！』（2021年11月 - ）白鳥加奈子役[25]